# Restless (Neja)
Restless è un singolo della cantautrice italiana Neja, pubblicato il 3 febbraio 1998 come secondo estratto dal primo album in studio The Game.

## Descrizione
Il brano, scritto da Timmity (Alex Bagnoli) e Neja, risulta essere uno dei maggiori tormentoni dell'estate 1998 ed è tuttora ricordato come il cavallo di battaglia della cantante (nonostante sia stato il primo di altri successi dance).
Nella primavera 2018 una nuova versione remix del brano, realizzata dalla produttrice discografica EVO-K, è stata pubblicata dall'etichetta discografica italiana The Saifam Group.

## Successo commerciale
Restless ha debuttato alla radio il 24 gennaio 1998 come Disco Network di Radio Italia Network per poi entrare nella classifica Los Cuarenta di Radio Italia Network il 31 gennaio successivo.
Restless ha cominciato però ad avere un successo non trascurabile solo da aprile: infatti è entrata nella classifica Top 20 di Hit Parade Italia il 18 aprile 1998 e nella classifica singoli (Italia) di Musica e Dischi il 6 aprile, raggiungendo la vetta il 30 maggio. Sino a luglio dello stesso anno, aveva già venduto 10.000 copie nel territorio italiano. Si é imposto anche sulle classiche di alcuni paesi europei tra cui il Regno Unito.
Tardi invece il successo nelle trasmissioni radiofoniche secondo Major Market Airplay (Italy) di Music & Media, nella cui classifica è entrata solo il 15 agosto 1998.

## Video musicale
Il brano è stato accompagnato da un videoclip realizzato da Francesco Fei il 21 marzo 1998 girato in una villa bergamasca del '700 e andato in rotazione nelle principali reti televisive regionali e nazionali.

## Classifiche
| Classifica (1998) | Posizione massima |
| ----------------- | ----------------- |
| Belgio (Vallonia) | 32                |
| Francia           | 35                |
| Italia            | 1                 |
| Regno Unito       | 47                |
| Svezia            | 58                |